# Otrog Bol’shoj
Otrog Bol’shoj (englische Transkription von russisch Отрог Большой Otrog Bolslchoi, deutsch ‚Großer Sporn‘) ist ein Gebirgskamm im ostantarktischen Mac-Robertson-Land. In den Prince Charles Mountains ragt er auf der Nordwestseite des Cumpston-Massivs auf.
Russische Wissenschaftler nahmen seine deskriptive Benennung vor.